# 迈克尔·里德
迈克尔·瑞德（英語：Michael Redd，1979年8月24日—），生于俄亥俄州哥伦布，美国职业篮球运动员。

## 学院生涯
里德身高为198公分，体重98公斤，在学校和职业生涯中都司职得分后卫。在大学时代他是俄亥俄州立大学篮球队的进攻发动者，三年的平均得分分别是21.9分, 19.5分和17.5分。里德在大四时参加了2000年NBA选秀，在第二轮被雄鹿队选中。

## NBA生涯

### 2000–2011: 密爾瓦基公鹿
在他的新秀賽季中，里德作為NBA全明星球員雷·阿伦的替補並没有馬上在球隊有所作為。但不久就發現里德在訓練中所展現出的能力足以對抗雷·阿倫，「大狗」格伦·罗宾逊和其他的隊友。當時的公鹿隊總教練乔治·卡尔給了他更多的上場機會。里德並沒有讓球隊失望，賽季中他取得了場均11.4分，44.4%的3分命中率。一個賽季後過後的2001-02賽季，他的場均得分漲到15.1分而3分球命中率依然有43.4%之高。最耀眼的一次是這那一賽季2002年2月20日和休士頓火箭的對陣中，里德在第四節命中了8個三分球，這一成績也成為了NBA紀錄。2002年10月，達拉斯小牛試圖以為期四年值1200万美元的合同吸引其加盟，但最終里德還是選擇留在了公鹿。在2003-04賽季，雷·阿伦轉投西雅圖超音速，里德逐漸成為了球隊的絕對核心球員，平均每場貢獻21.7分並且首次入選了NBA全明星賽。

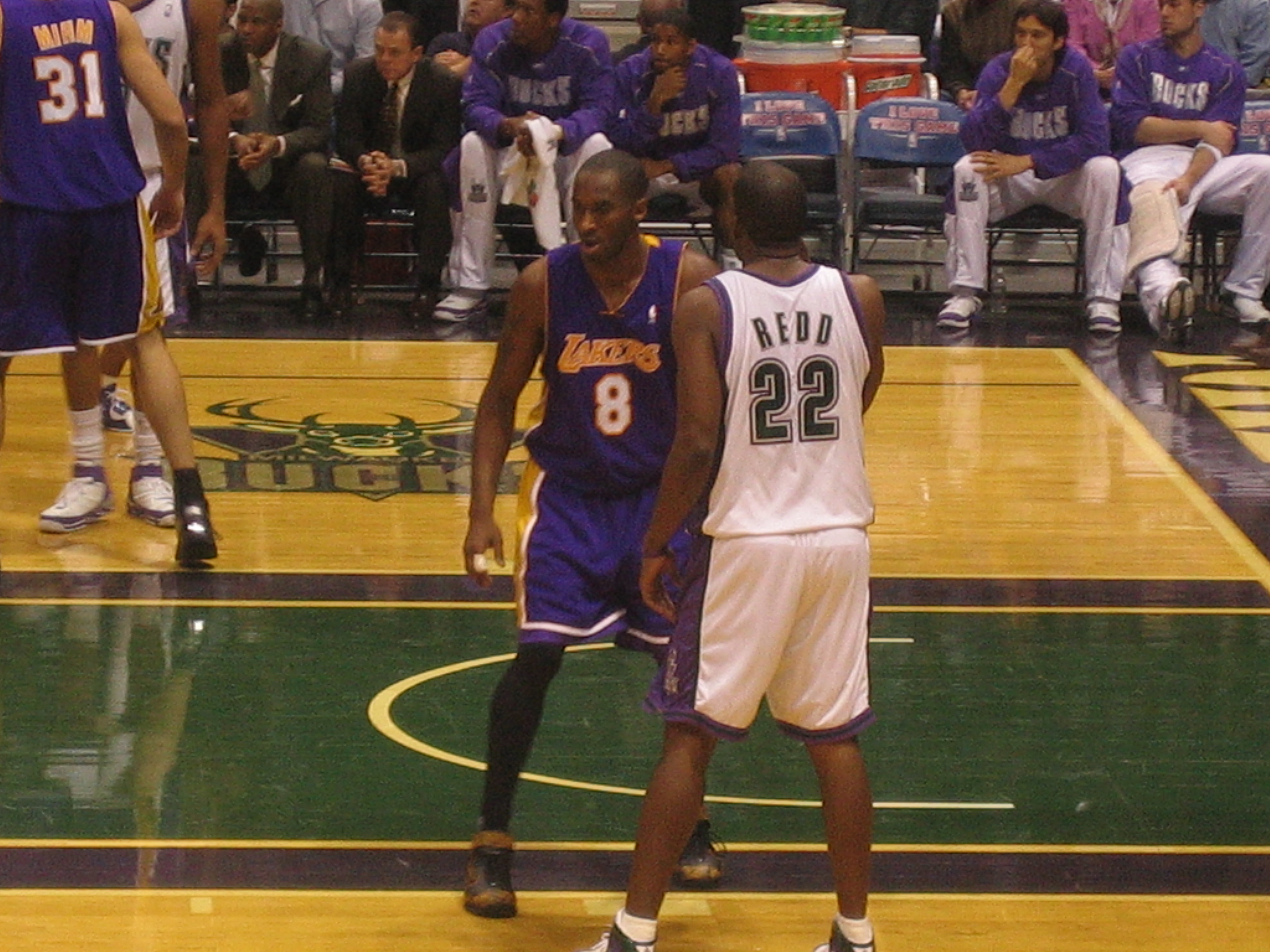
在2005年11月的一場比賽中科比·布莱恩特防守里德

在2004-05賽季之後，里德和公鹿隊簽了一份6年價值9100萬美元的新合同，里德同时也放棄了去克里夫蘭騎士與聯盟小皇帝勒布朗·詹姆斯並肩作戰的機會。
在2006-07賽季，里德取得了職業生涯最好的一個賽季。他以場均26.7分，並拿下職業生涯最高的57分的優勢創造了公鹿隊的最高紀錄。
密爾瓦基公鹿在2009年1月25日遭受了毀滅性的打擊，當時他們得知里德左膝蓋撕裂的ACL和MCL會缺席整個賽季。里德錯過了2008-09賽季的剩餘時間。
里德返回公鹿隊開始2009-10賽季，但在2010年1月10日與洛杉磯湖人隊的比賽中，他用將近一年前受傷的膝蓋再次撕裂了ACL和MCL。第二天宣布他將在整個賽季的其餘時間再次報銷。
2011年3月28日，里德在受傷14個月後得以重返公鹿，並錄得四次助攻。2011年3月30日，里德對陣多倫多暴龍，自傷愈復出以來首次進軍NBA。里德在2010-11賽季打了10場比賽。當他離開密爾瓦基時，他在過去的11個賽季中平均每場得到20分。

### 2011–2012: 鳳凰城太陽
在鳳凰城太陽簽約里德到一年的合同於2011年12月29日，里德做了他的首次亮相鳳凰城於2012年1月12日，在輸給克里夫蘭騎士得到14分。雷德於2012年2月7日回到密爾瓦基，在擊敗公鹿的比賽中得到14分。他受到人群的熱烈歡迎。 2012年3月18日，里德在對陣休士頓火箭的比賽中獲得了賽季最高的25分。
2013年11月6日，里德正式宣佈退休。

## 美国国家队生涯
里德经常出现在美国国家篮球队青年级别的球队中，但是现在也拥有了代表美国国家队出战的纪录，首次代表美国奥运队参赛。2008年，他参与梦八队并夺得金牌。

## 宗教信仰
里德是一位虔诚的基督徒，在他签了一份大合同后为他的父亲购买了一座教堂 教堂的新名字叫做「Philadelphia Deliverance Church of Christ」建造在他的家乡哥伦布。

## 所获荣誉
- NBA全明星 第三阵容: 2004年
- NBA全明星赛: 2004年
- 持有的NBA纪录单节进三分最多个 在(2002年2月20日对休斯敦火箭的比赛中投中8个)。
- 赢得俄亥俄州最有价值球员，在雄鹿队赢得同样的荣誉。
- 全美大学篮球第一阵容。
- 季后赛最高得分40分，2006年4月29日对垒底特律活塞。
- 受邀参加美国奥运篮球队。
- 雄鹿队历史第二高单场得分，2006年11月11日对垒犹他爵士所得57分。
- 2006-07赛季跟随吉尔伯特·阿里纳斯和科比·布莱恩特后第三位两场比赛个人得分突破50分，分别是对阵犹他爵士的57分和对阵芝加哥公牛的52分。

## NBA生涯數據

### NBA常規賽數據統計
| 賽季    | 球隊         | GP  | GS  | MPG  | FG%  | 3P%  | FT%   | RPG | APG | SPG | BPG | PPG  |
| ------- | ------------ | --- | --- | ---- | ---- | ---- | ----- | --- | --- | --- | --- | ---- |
| 2000–01 | 密爾瓦基公鹿 | 6   | 0   | 5.8  | .263 | .000 | .500  | .7  | .2  | .2  | .0  | 2.2  |
| 2001–02 | 密爾瓦基公鹿 | 67  | 8   | 21.1 | .483 | .444 | .791  | 3.3 | 1.4 | .6  | .1  | 11.4 |
| 2002–03 | 密爾瓦基公鹿 | 82  | 14  | 28.2 | .469 | .438 | .805  | 4.5 | 1.4 | 1.2 | .2  | 15.1 |
| 2003–04 | 密爾瓦基公鹿 | 82  | 82  | 36.8 | .440 | .350 | .868  | 5.0 | 2.3 | 1.0 | .1  | 21.7 |
| 2004–05 | 密爾瓦基公鹿 | 75  | 75  | 38.0 | .441 | .355 | .854  | 4.2 | 2.3 | .8  | .1  | 23.0 |
| 2005–06 | 密爾瓦基公鹿 | 80  | 80  | 39.1 | .450 | .395 | .877  | 4.3 | 2.9 | 1.2 | .1  | 25.4 |
| 2006–07 | 密爾瓦基公鹿 | 53  | 53  | 38.4 | .465 | .382 | .829  | 3.7 | 2.3 | 1.2 | .2  | 26.7 |
| 2007–08 | 密爾瓦基公鹿 | 72  | 71  | 37.5 | .442 | .362 | .820  | 4.3 | 3.4 | .9  | .2  | 22.7 |
| 2008–09 | 密爾瓦基公鹿 | 33  | 32  | 36.5 | .455 | .366 | .814  | 3.2 | 2.7 | 1.1 | .1  | 21.2 |
| 2009–10 | 密爾瓦基公鹿 | 18  | 12  | 27.3 | .352 | .300 | .712  | 3.0 | 2.2 | 1.1 | .1  | 11.9 |
| 2010–11 | 密爾瓦基公鹿 | 10  | 0   | 13.4 | .400 | .235 | 1.000 | .8  | 1.2 | .2  | .1  | 4.4  |
| 2011–12 | 鳳凰城太陽   | 51  | 2   | 15.1 | .400 | .318 | .793  | 1.5 | .6  | .3  | .0  | 8.2  |
| 生涯    | 生涯         | 629 | 429 | 32.0 | .447 | .380 | .838  | 3.8 | 2.1 | .9  | .1  | 19.0 |
| 明星賽  | 明星賽       | 1   | 0   | 15.0 | .417 | .500 | .000  | 3.0 | 2.0 | 3.0 | .0  | 13.0 |

### NBA季後賽數據統計
| 賽季 | 球隊         | GP | GS | MPG  | FG%  | 3P%  | FT%  | RPG | APG | SPG | BPG | PPG  |
| ---- | ------------ | -- | -- | ---- | ---- | ---- | ---- | --- | --- | --- | --- | ---- |
| 2003 | 密爾瓦基公鹿 | 6  | 0  | 21.3 | .404 | .250 | .929 | 3.5 | 1.8 | .3  | .2  | 9.7  |
| 2004 | 密爾瓦基公鹿 | 5  | 5  | 38.4 | .410 | .300 | .762 | 5.0 | 2.6 | .0  | .0  | 18.0 |
| 2006 | 密爾瓦基公鹿 | 5  | 5  | 37.0 | .524 | .467 | .891 | 5.4 | 1.6 | .8  | .0  | 27.2 |
| 生涯 | 生涯         | 16 | 10 | 31.6 | .452 | .340 | .864 | 4.6 | 2.0 | .4  | .1  | 17.8 |

## 外部連結
- NBA.com Profile - 迈克尔·里德 （页面存档备份，存于）